# Gare de Plounérin
Gare de Plounérin – przystanek kolejowy w Plounérin, w departamencie Côtes-d’Armor, w regionie Bretania, we Francji.
Został otwarty w 1865 przez Compagnie des chemins de fer de l'Ouest. Jest przystankiem kolejowy Société nationale des chemins de fer français (SNCF), obsługiwanym przez pociągi regionalne TER Bretagne.